# Moeko Nagaoka
Pour les articles homonymes, voir Nagaoka (homonymie).
Moeko Nagaoka (長岡 萌映子, Nagaoka Moeko) est une joueuse internationale japonaise de basket-ball née le 29 décembre 1993 à Urakawa (préfecture de Hokkaidō).

## Biographie
Elle remporte une médaille d'argent au championnat d'Asie U16 en 2009 , puis la médaille de bronze dans le championnat du monde U18 à trois de 2011. Elle participe au tournoi olympique de Rio en 2016.
Elle fait partie des douze sélectionnées pour le tournoi olympique de 2020, disputé en 2021 en raison de la pandémie de Covid-19, qui remporte la médaille d'argent.

## Palmarès
- Médaillée d'or à la Coupe d'Asie féminine de basket-ball 2019
- Médaillée d'or à la Coupe d'Asie féminine de basket-ball 2017
- Médaille d'argent aux Jeux olympiques de 2020 à Tokyo[1]